# Marius Goring
Marius Goring, CBE (Newport, 23 maggio 1912 – Heathfield, 30 settembre 1998), è stato un attore britannico.

## Biografia
Figlio di un eminente medico e ricercatore, Marius Goring frequentò la Perse School di Cambridge, dove divenne amico del futuro documentarista Humphrey Jennings. In seguito studiò nelle università di Francoforte, Monaco, Vienna e Parigi.
Debuttò sul palcoscenico nel 1927, recitando all'Old Vic, al Teatro Sadler's Wells e a Stratford-upon-Avon, e in molte tournée europee sfruttando la propria capacità di parlare correntemente francese e tedesco. Nel 1934 iniziò a recitare al West End e durante gli anni trenta interpretò una lunga serie di personaggi shakesperiani, tra i quali il buffone Feste in La dodicesima notte, Macbeth e Romeo in Romeo e Giulietta, oltre al personaggio di Trip in The School for Scandal di Richard Brinsley Sheridan. Nel 1929 divenne membro fondatore di British Equity, il sindacato degli attori, di cui fu successivamente presidente dal 1963 al 1965, e di nuovo dal 1975 al 1982.
Durante la seconda guerra mondiale Goring si arruolò nell'esercito, diventando supervisore delle produzioni radiofoniche della BBC che trasmettevano in Germania. In tale veste lavorò sotto il nome di Charles Richardson, a causa del proprio cognome che poteva evocare un'assonanza con quello del Maresciallo del Reich Hermann Göring. Al termine del conflitto riprese la carriera cinematografica ed apparve in alcuni dei migliori film diretti da Michael Powell ed Emeric Pressburger, tra cui Scala al paradiso (1946), in cui interpretò il ruolo di Conductor 71, la guida che accompagna il capo squadrone Peter Carter (David Niven) nel suo viaggio ultraterreno, e Scarpette rosse (1948), in cui impersonò il giovane musicista Julian Craster, innamorato della ballerina Vicky Page (Moira Shearer).
Durante gli anni cinquanta, Goring lavorò in alcune celebri produzioni americane, come Pandora (1951), accanto a James Mason e Ava Gardner, e La contessa scalza (1954), in cui interpretò il miliardario sudamericano Alberto Bravano, uno dei corteggiatori dell'inquieta protagonista Maria Vargas (ancora la Gardner). Con la maturità, interpretò in più occasioni ruoli di militari, come nel film bellico Le colline dell'odio (1959) di Robert Aldrich, in cui impersonò il colonnello Elrick Oberg, Exodus (1960), nella parte dell'ex ufficiale nazista von Storch, e La 25ª ora (1967), nel ruolo del colonnello tedesco Muller.
Attivo anche sul piccolo schermo, Goring interpretò Sir Percy Blakeney in un adattamento televisivo de Le avventure della Primula Rossa (1955) (ruolo che ha aveva già ricoperto in un programma radiofonico del 1952-53); recitò nell'episodio The Evil of the Daleks della serie Doctor Who (1967), nella serie La caduta delle aquile (1974), nel ruolo di Paul von Hindenburg, e nel film per la TV Edward & Mrs. Simpson (1980), nella parte del re Giorgio V del Regno Unito.
Nel 1979 fu nominato membro della Royal Society of Literature, e nel 1991 ricevette l'onorificenza di commendatore dell'Ordine dell'Impero Britannico.
Morì nel 1998, all'età di 86 anni.

## Vita privata
Sposò nel 1941 l'attrice Lucie Mannheim, vissuta fino al 1976, sua partner in Le avventure della Primula Rossa, ma l'anno successivo Goring annullò il matrimonio per passare a nuove nozze con la produttrice televisiva Prudence Fitzgerald.

## Filmografia parziale
- Gentiluomo dilettante - Il nuovo Robin Hood (The Amateur Gentleman), regia di Thornton Freeland (1936)
- Le vittime di Norwich (Dead Men Tell No Tales), regia di David MacDonald (1938)
- La spia in nero (The Spy in Black), regia di Michael Powell (1939)
- Scala al paradiso (A Matter of Life and Death), regia di Michael Powell ed Emeric Pressburger (1946)
- Prendi la mia vita (Take My Life), regia di Ronald Neame (1947)
- Scarpette rosse (The Red Shoes), regia di Michael Powell ed Emeric Pressburger (1948)
- Odette, regia di Herbert Wilcox (1950)
- Estremamente pericoloso (Highly Dangerous), regia di Roy Ward Baker (1950)
- Pandora (Pandora and the Flying Dutchman), regia di Albert Lewin (1951)
- La cortina del silenzio (Circle of Danger), regia di Jacques Tourneur (1951)
- Stupenda conquista (The Magic Box), regia di John Boulting (1951)
- Di notte sulle strade (Nachts auf den Straßen), regia di Rudolf Jugert (1952)
- Vittime dell'odio e dell'amore (So Little Time), regia di Compton Bennett (1952)
- Illusione (The Man Who Watched Trains Go By), regia di Harold French (1952)
- Servizio segreto (Rough Shoot), regia di Robert Parrish (1953)
- La contessa scalza (The Barefoot Contessa), regia di Joseph L. Mankiewicz (1954)
- Interpol agente Z 3 (Break in the Circle), regia di Val Guest (1955)
- L'arciere del re (Quentin Durward), regia di Richard Thorpe (1955)
- Colpo di mano a Creta (Ill Met by Moonlight), regia di Michael Powell ed Emeric Pressburger (1957)
- Assassino X (Rx for Murder), regia di Derek N. Twist (1958)
- La spada di D'Artagnan (The Moonraker), regia di David MacDonald (1958)
- La battaglia segreta di Montgomery (I Was Monty's Double), regia di John Guillermin (1958)
- Le colline dell'odio (The Angry Hills), regia di Robert Aldrich (1959)
- Larry, agente segreto (The Treasure of San Teresa), regia di Alvin Rakoff (1959)
- Berlino est passaporto falso (Beyond the Curtain), regia di Compton Bennett (1960)
- Exodus, regia di Otto Preminger (1960)
- Le canaglie di Londra (The Unstoppable Man), regia di Terry Bishop (1961)
- Il segreto del narciso d'oro (Das Geheimnis der gelben Narzissen), regia di Ákos Ráthonyi (1961)
- L'ispettore (The Inspector), regia di Philip Dunne (1962)
- Codice ZX3 controspionaggio! (The Devil's Agent), regia di John Paddy Carstairs (1962)
- New York Press, operazione dollari (The Crooked Road), regia di Don Chaffey (1965)
- Il giorno dopo (Up from the Beach), regia di Robert Parrish (1965)
- La 25ª ora (La vingt-cinquième heure), regia di Henri Verneuil (1967)
- Nuda sotto la pelle (The Girl on a Motorcycle), regia di Jack Cardiff (1968)
- Primo amore (Erste Liebe), regia di Maximilian Schell (1970)
- Zeppelin, regia di Étienne Périer (1971)
- L'amante proibita (La Petite fille en velours bleu), regia di Alan Bridges (1978)
- Incontri con uomini straordinari (Meetings with Remarkable Men), regia di Peter Brook (1979)

## Doppiatori italiani
- Gualtiero De Angelis in Scarpette rosse, La contessa scalza
- Manlio Busoni in L'arciere del re
- Giorgio Capecchi in Colpo di mano a Creta
- Bruno Persa in Le colline dell'odio
- Nando Gazzolo in Exodus